# Elvis Sánchez
Elvis Sánchez (Ginebra, 14 de marzo del 1978) es un jugador de baloncesto hispano-suizo.

## Biografía
De padre gallego afincado en Suiza, empezó a jugar en el Bernex. A los 13 años después de un campus en Gerona los ojeadores de la cantera del Fútbol Club Barcelona se fijaron en él y ahí jugó en todas las categorías del club. Es un alero anotador de 204 cm muy versátil, pudiendo jugar en casi todas las posiciones en el campo y buen tirador de 3 puntos.
Después de militar en las filas del club catalán fichó por el Valls de la liga LEB promediando 6,9 puntos y 4 rebotes en su segundo año sénior. A continuación jugó en la liga Suiza 4 años, en los Geneva Devils con medias de 17,3 puntos y 5,2 rebotes y Lausanne Morges Tigers ( 18,2 puntos, 4,4 rebotes ). Luego volvió a España en el Lleida básquetbol, alternando con el equipo ACB. La temporada 2006-2007 defendió los colores del Habitacle Badajoz alzándose con el campeonato de la liga EBA grupo sur, siendo segundo máximo anotador de su equipo ( 14,4 pts, 4 rbts ).
La temporada 2007-2008 saltó una categoría y fichó por el ADT Tarragona de la recién creada LEB Bronce, equipo en el que jugó 29 partidos con unos promedios de 8,8 puntos y 3,5 rebotes. El club tarraconense no le renovó el contrato a final de temporada y en verano de 2008 se enroló en el Gam CB Vila-seca de Copa Catalunya. Se retiró en el Reus Deportiu en el 2011

### Selección nacional
Ha sido internacional con la Selección nacional de baloncesto cadete y júnior para España

## Clubes
- FC Barcelona - ( España ) - 1992 1999
- Valls - ( España ) - 1999-2000
- Geneva Devils - ( Suiza ) - 2001-2003
- Lausanne Morges - ( Suiza ) - 2003–2004
- Lleida - ( España ) - 2004–2005
- Hartizza Almendralejo - ( España ) - 2005-2006
- Habitacle Badajoz - ( España ) - 2006-2007
- ADT Tarragona - ( España ) - 2007-2008
- GAM - C.B. VILA-SECA A - ( España ) - 2008-2009
- Aigüesverds Reus Deportiu  - (España) - 2010-2011

## Títulos

### Distinciones individuales
- Mejor 5 inicial - 2001-2004
- Elegido mejor alero nacional de la liga Suiza - 2001-2004
- Campeón liga EBA sur
- Mejor jugador copa catalunya - 2008-2009

- Datos: Q3051856